# Lyden af de skuldre vi står på
Lyden af de skuldre vi står på er en teaterkoncert der blev opført første gang i 2017 på Aarhus Teater. Teaterkoncerten er bygget op omkring udvalgte sange og salmer, som er remixet og fortolket af Simon Kvamm og Marie Højlund fra bandet Nephew.
I 2018 vandt forestillingen to Reumertpriser for Årets Musical/Musikteater og Årets Scenedesign.

## Kunstneriske Team
Musik arrangeret af Marie Højlund og Anders Boll, iscenesættelse af Nicolei Faber, scenografi og kostumedesign af Christian Albrechtsen, koreografi af Marluze da Cruz, lysdesign af Mathias Hersland og lyddesign af Lars Gaarde.

## Medvirkende
- Jacob Kvols
- Mark Linn
- Marie Marschner
- Mette Døssing
- Nanna Bøttcher
- Anders Baggesen
- Marluze da Cruz
- Lisbeth Balslev
- Mikkel Hilgart
- Arian Kashef
- Marie Højlund
- Esben Inglev
- Aarhus Teaters Kor.[1][4]